# Omentum majus
Het omentum majus, ook wel het grote net of de grote vetschort, bestaat uit een grote plooi peritoneum die van de maag af naar beneden hangt en zich uitstrekt vanaf de maag naar de achterzijde van de buikholte nadat het zich verbonden heeft aan het dwarse deel van de dikke darm.

## Structuur
Het omentum majus bestaat uit een dubbel blad van het peritoneum, dat nog eens is dubbelgevouwen, zodat het uit vier lagen bestaat.
De twee dubbele lagen komen van de maag en het begin van de twaalfvingerige darm, liggen voor de dunne darm en reiken soms tot in het bekken, dan zijn ze om zichzelf heen gevouwen, en lopen dan weer naar boven naar het dwarse deel van de dikke darm, waar ze uit elkaar gaan en om dat stuk dikke darm heen liggen.
De aparte lagen kunnen bij een kind nog onderscheiden worden, maar bij een volwassene zijn ze volledig met elkaar vergroeid.
De linkergrens van het omentum majus vormt één geheel met het ligament tussen de maag en de milt, rechts loopt het omentum door tot aan het begin van de twaalfvingerige darm.
Het omentum majus is meestal vrij dun, met openingen en bevat altijd vetweefsel, bij mensen met overgewicht bevat het veel vetweefsel. Het wordt wel het net genoemd.
Tussen de voorste lagen, in de buurt van de grote curvatuur van de maag, bevindt zich een verbinding tussen de linker en de rechter arteria gastrepiploica.

## Ontwikkeling
Het omentum majus ontwikkelt zich uit het dorsale mesenterium, dat de maag verbindt met de achterste buikwand. Tijdens de ontwikkeling van de maag draait de maag 90 graden langs de as van het embryo, zodat de achterste structuren links komen te liggen, en wat voor de maag ligt rechts terechtkomt. Als gevolg hiervan vouwt het dorsale mesenterium zich dubbel en vormt een buidel met zijn blinde einde aan de linkerkant van het embryo.
Vervolgens draait de maag nog eens 90 graden, ditmaal in het frontale vlak, en daardoor komt wat oorspronkelijk links van de maag lag naar beneden en wat rechts van de maag lag boven.
Vervolgens wordt de blind eindigende buidel, de bursa omentalis naar onderen te liggen en komt het omentum majus en het omentum minus op hun definitieve plaats te liggen.

## Functie
Het omentum majus beweegt zich naar een ontstoken orgaan, zoals de appendix of galblaas toe en probeert samen met aangrenzende darmlissen dit orgaan af te kapselen van de rest van de buikholte. Op deze wijze kan zo'n infiltraat een gegeneraliseerde peritonitis voorkomen.
Andere functies van het omentum majus zijn het beschermen van de onderliggende organen tegen (mechanische) krachten van buitenaf en het vormt een soort isolatie ter voorkoming van het verlies aan lichaamswarmte.